# Oxytropis halleri
Oxytropis halleri — вид квіткових рослин родини бобових (Fabaceae). Росте у гористих місцевостях Європи. Це трав'яна багаторічна волосиста рослина, що має розеткові парноперисті листки до 15 см завдовжки; китиці (3)5–16-квіткові, віночки бузкові; стручки до 2 см завдовжки.

## Біоморфологічна характеристика

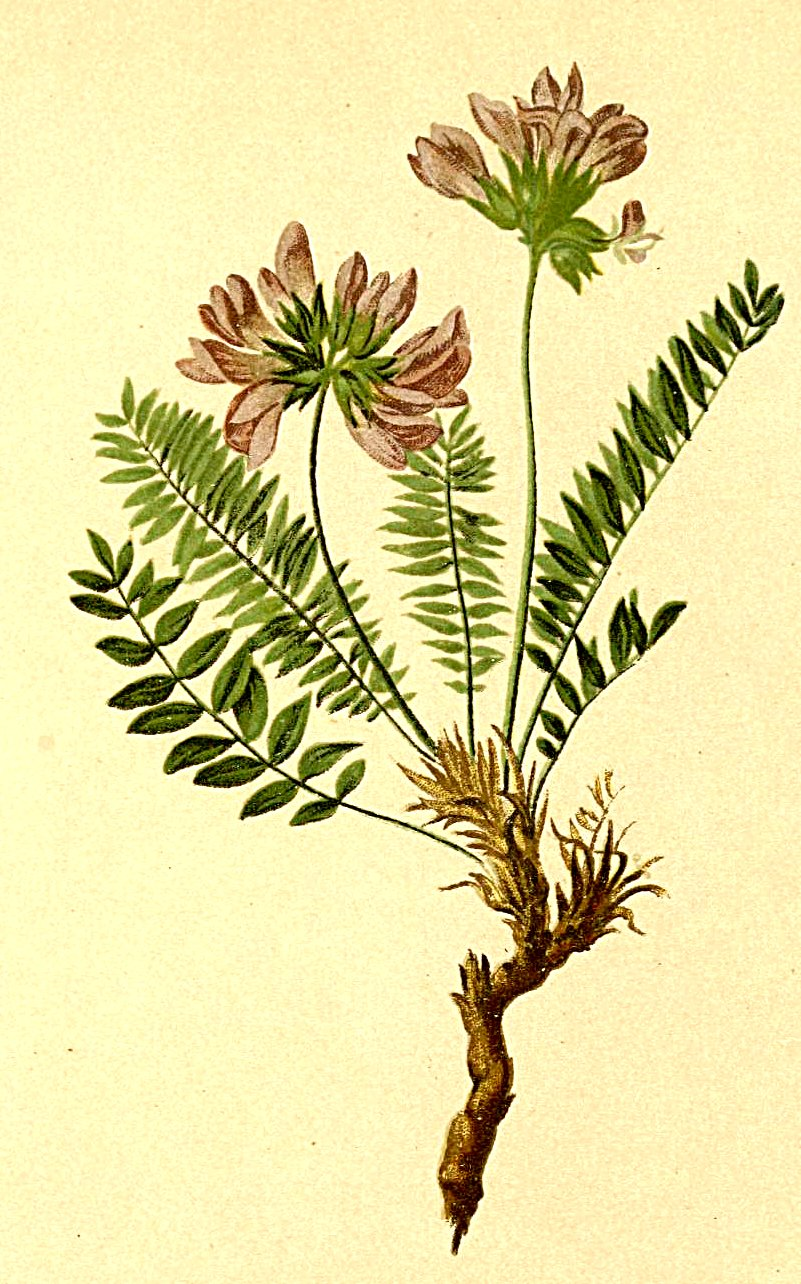

Це трав'яна багаторічна рослина; квітконоси безлисті, 5–30 см, волосаті, не залозисті. Листки в приземній розетці 5–15 см завдовжки, з обох боків густо запушені, з 9-15 парами листочків, листочки яйцювато-ланцетні, еліптично-ланцетні чи ланцетні, загострені, жорсткі. Суцвіття — яйцювата китиця, що містить (3)5–16 квіток. Квітки сидячі, чашечка дзвоникоподібна, зубці довжиною до 1/3 трубки, ланцетні, віночок блідо-фіолетовий. Плід — притиснутий волосистий стручок, 14–20 × 4–5 мм. Насіння неправильної ниркоподібної чи серцеподібної форми, пласке; поверхня гладка, блискуча, оливково-зелена, від піщано-коричневої до іржаво коричневої, старе насіння темно-коричневе. 2n=16, 32. Це напівкриптофіт і комахозапильна рослина. Цвіте з червня по серпень.

## Поширення
Росте у Європі від Великої Британії та Іспанії до України (Велика Британія [Шотландія], Словаччина, Австрія, Швейцарія, Польща, Україна [Закарпатська], Албанія, пн. Італія, Румунія, пн. Іспанія, Франція [Піренеї, Альпи]). Зростає в горах центральної та південної Європи на сухих ґрунтах і схилах.